# Vaixell d'abastament logístic

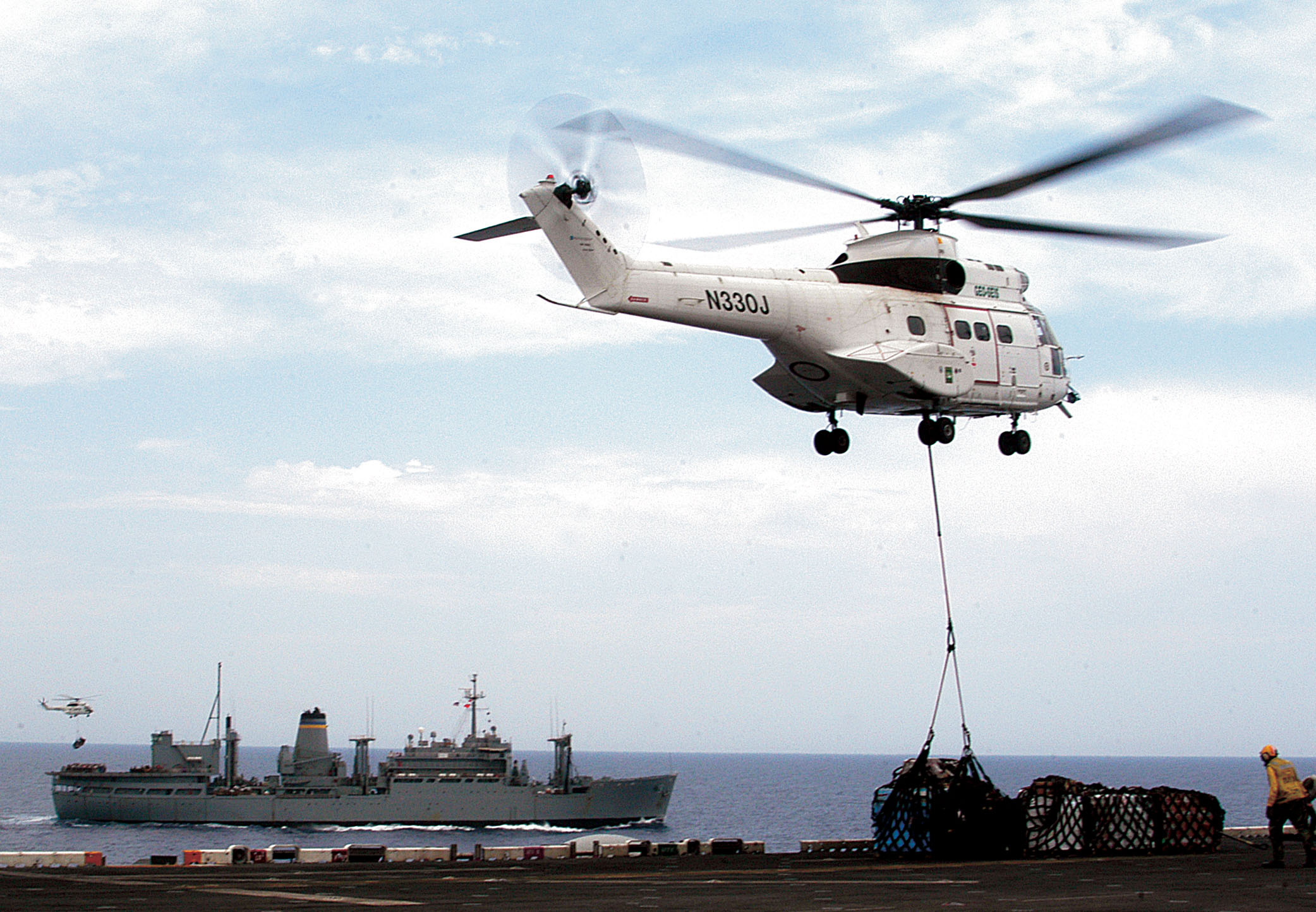
Les naus d'aprovisionament logístic i els seus helicòpters embarcats poden proveir a la seva flota de tot el necessari. Aquí un Super puma realitzant una maniobra d'abastament.

Un vaixell d'abastament logístic o una nau de suport logístic, és una nau auxiliar capaç de transportar combustible, aigua potable, recanvis, aliments, munició i medicines perquè la flota a la qual acompanya pugui romandre en alta mar 20 dies o més sense fer provisió de combustible i sense atracar en cap port. Aquestes naus en moltes ocasions són variants de vaixells mercants, amb millores militars com canons d'autodefensa o protecció NBQ.
Les naus d'aquest tipus són les que defineixen si una armada és o no una Armada de aigües blaves. Òbviament entre aquestes Armades tenim dues "subdivisions" entre les que tenen portaavions (com és el cas dels Estats Units, de França, o del Regne Unit) i les que no en tenen (com Corea del Sud i Xile).

## Característiques
Encara que depèn de les flotes, aquestes naus solen disposar d'un espai per emmagatzemar combustible per vaixells, generalment es reserva la meitat o més de la seva capacitat de càrrega, sol ocupar la tercera o quarta part del seu arqueig.
Aigua potable i dessalinitzadora d'aigua: es reserva entre una quarta o cinquena part de la zona de càrrega, malgrat existir flotes com la dels Estats Units que disposen de les seves pròpies plantes dessalinitzadores en la majoria dels seus vaixells, especialment els més grans. Munició de diferents calibres i tipus, tant per als vaixells com per a la força de desembarcament que poguessin transportar. Recanvis per a reparacions que pot realitzar la flota en alta mar.
Aliments secs. Aliments refrigerats. Aliments congelats. Medicines i farmàcia. Els sis darrers apartats solen acaparar entre una quarta i una cinquena part de la càrrega útil. Per dur a terme l'aprovisionament de la flota aquestes naus disposen de: sortidors de combustible per als vaixells. Helicòpters de transport militar per portar càrregues a altres vaixells i realitzar l'aprovisionament. Un petit hospital. Grues per a la càrrega i descàrrega. Un espai per transportar petits contingents d'infanteria de marina.
Per realitzar totes aquestes tasques i missions, les unitats d'aprovisionament solen ser de gran grandària, de vegades els més grans bucs que posseeix una flota, arribant a desplaçar 17.000 tones o més, com els vaixells classe Kaiser en servei amb l'Armada dels Estats Units o la de Xile els quals desplacen 42.000 tones en els seus més de 200 metres d'eslora, i portant, només en combustible per a bucs, tantes tones com pot pesar un creuer a plena càrrega. Per aquest motiu no totes les nacions disposen d'aquest tipus de naus, algunes armades de primera línia no compten amb el suficient nombre d'aquestes naus com per poder realitzar campanyes en punts allunyats de les seves costes. Aquest fou el cas de la Royal Navy durant la Guerra de les Malvines quan l'Armada britànica es va veure obligada a contractar bucs civils per transportar tots els subministraments per a la seva flota.